# Geulanggang Baro (Lapang)
Geulanggang Baro is een bestuurslaag in het regentschap Aceh Utara van de provincie Atjeh, Indonesië. Geulanggang Baro telt 681 inwoners (volkstelling 2010).